# Spiliés
Spiliés, en grec moderne : Σπηλιές, est un village de bord de mer du dème de Kými-Alivéri, sur l'île d'Eubée, en Grèce.
Selon le recensement de 2011, la population de Spiliés compte 12 habitants. 